# Bochówko
Bochówko (kaszub. Bòchówkò; niem. Bochowke) – osada kaszubska w Polsce, położona w województwie pomorskim, w powiecie bytowskim, w gminie Czarna Dąbrówka, na północno-zachodnim krańcu Pojezierza Kaszubskiego. Wchodzi w skład sołectwa Bochowo.
W latach 1975–1998 osada administracyjnie należała do województwa słupskiego.

## Historia
Do roku 1945 wieś znajdowała się w granicach Niemiec. 29 grudnia 1937 roku historycznie ukształtowana, niemiecka nazwa miejscowości Bochowke  została przez administrację nazistowską zastąpiona w ramach szerokiej akcji deslawizacji nazw miejscowych formą Hohenlinde.